# Paweł Michał Markowski
Paweł Michał Markowski (ur. 20 lutego 1937 w Łodzi, zm. 13 stycznia 2022 tamże) – polski malarz, grafik, nauczyciel akademicki, doktor w dziedzinie sztuk plastycznych. 
Absolwent Państwowej Wyższej Szkoły Sztuk Plastycznych w Łodzi (obecna Akademia Sztuk Pięknych). Jego prace prezentowane były na licznych wystawach na terenie Polski. Markowski jest autorem publikacji w zakresie dydaktyki.
Odznaczony m.in.: Krzyżem Kawalerskim Orderu Odrodzenia Polski, Złotym Krzyżem Zasługi oraz Medalem Komisji Edukacji Narodowej.